# Hamburg-Altona-Altstadt

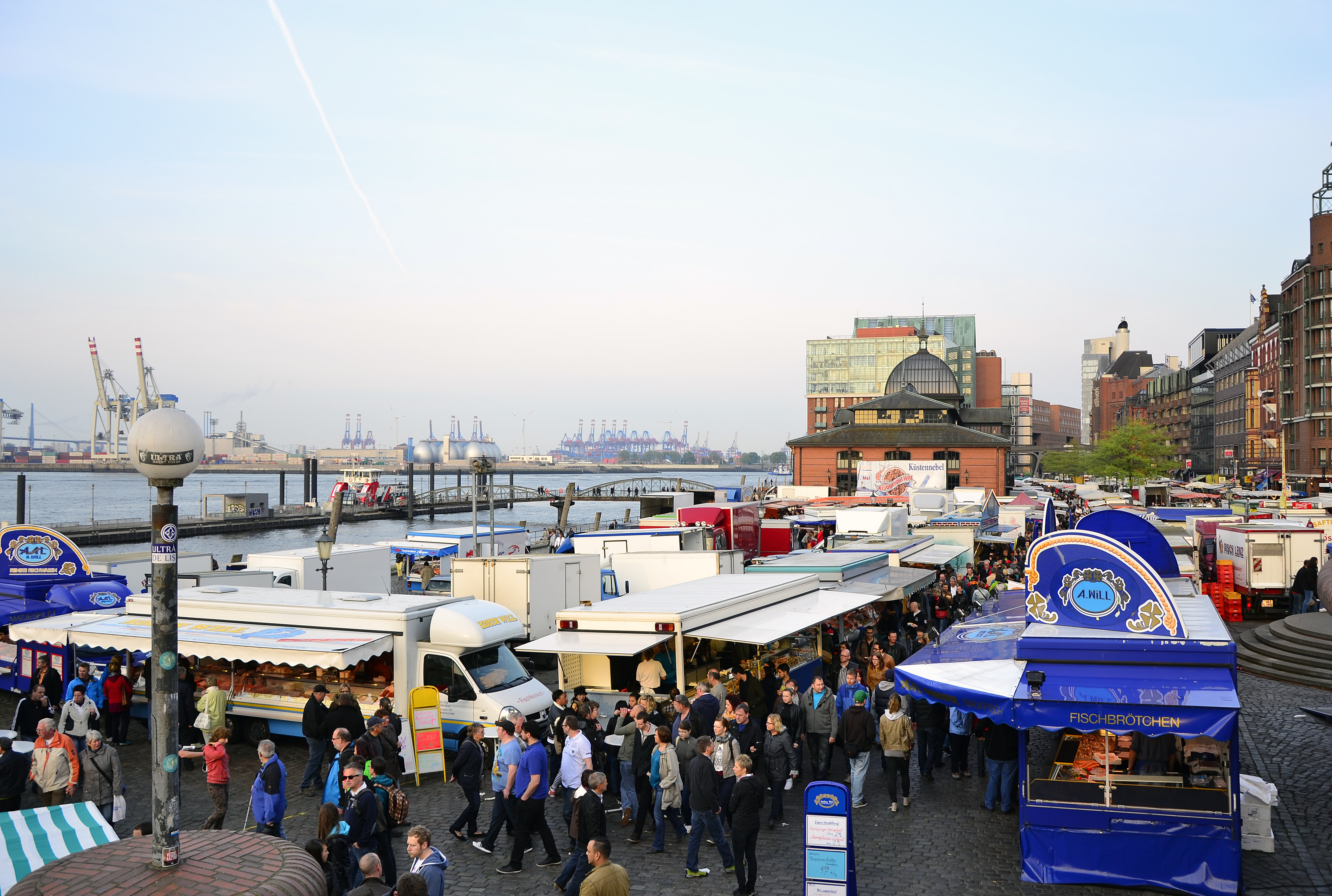
Altonaer Fischmarkt

Hamburg-Altona-Altstadt är en stadsdel i stadsdelsdistriktet (Bezirk) Hamburg-Altona i den tyska staden Hamburg. Altona-Altstadt ligger strax väster om Hamburgs centrum och omfattar de centrala delarna av den tidigare (fram till 1939) självständiga staden Altona. Här finns nybyggnationer vid Hamburg Dockland som en del av Hamburgs hamn samt parken Altonaer Balkon, kända Köhlbrandtreppe, Altonaer Fischmarkt, Ubåtsmuseum U-434, Altona Rathaus och Platz der Republik. Det bodde 29.715 människor i stadsdelen 2023.

## Altonaer Balkon
Parken Altonaer Balkon ligger cirka 27 m högre än Elbe och erbjuder en fantastisk utsikt över Hamburgs hamn och den legendariska Altonaer Fischmarkt. Parken har även utsikt över Köhlbrandbrücke och hela vägen till Harburgbergen. 

## Kommunikationer
Stadsdelen trafikeras av Hamburgs pendeltåg till stora järnvägsstationen Altona samt till station Königstrasse och Reeperbahn i den långa City S-Bahntunneln  i söder samt till Holstenstrasse i norra delen av stadsdelen.

## Externa länkar

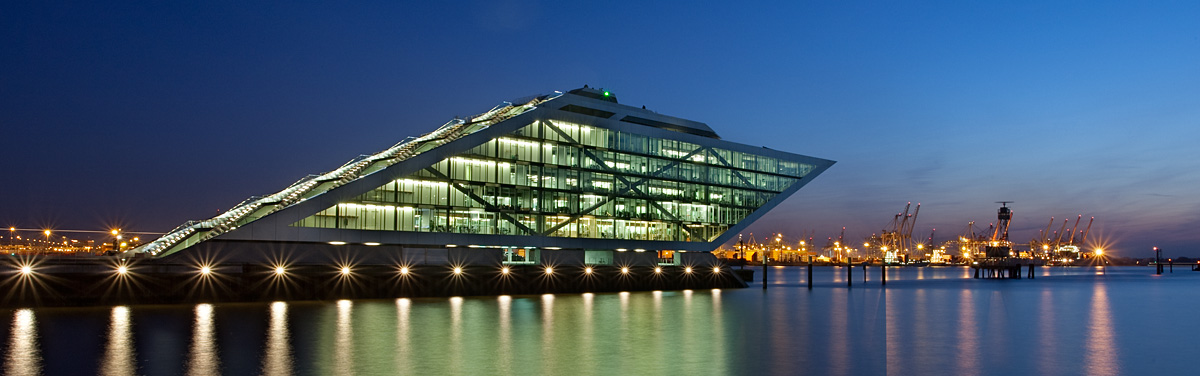
Hamburg Dockland

## Bilder

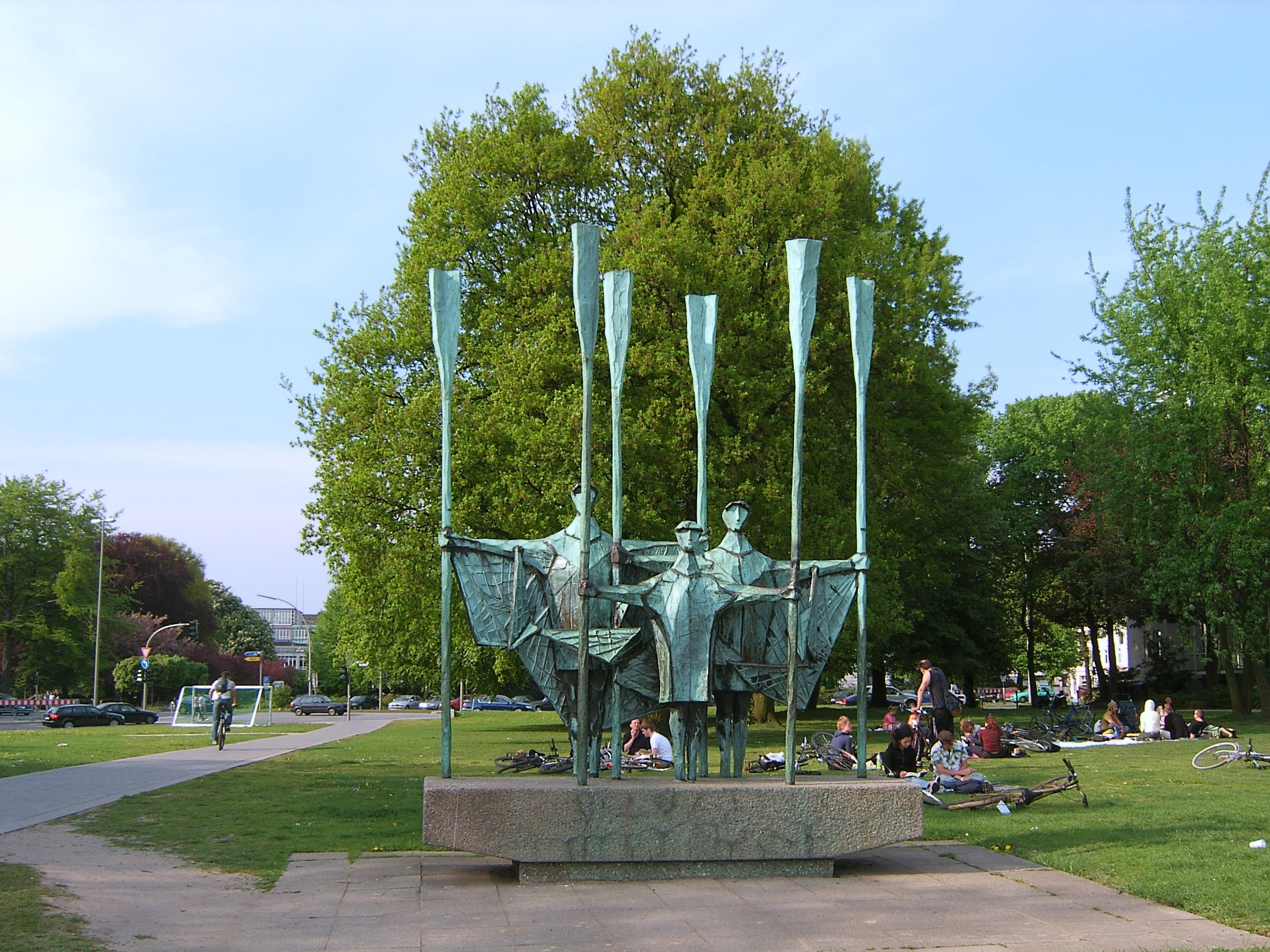
Altonaer Balkon
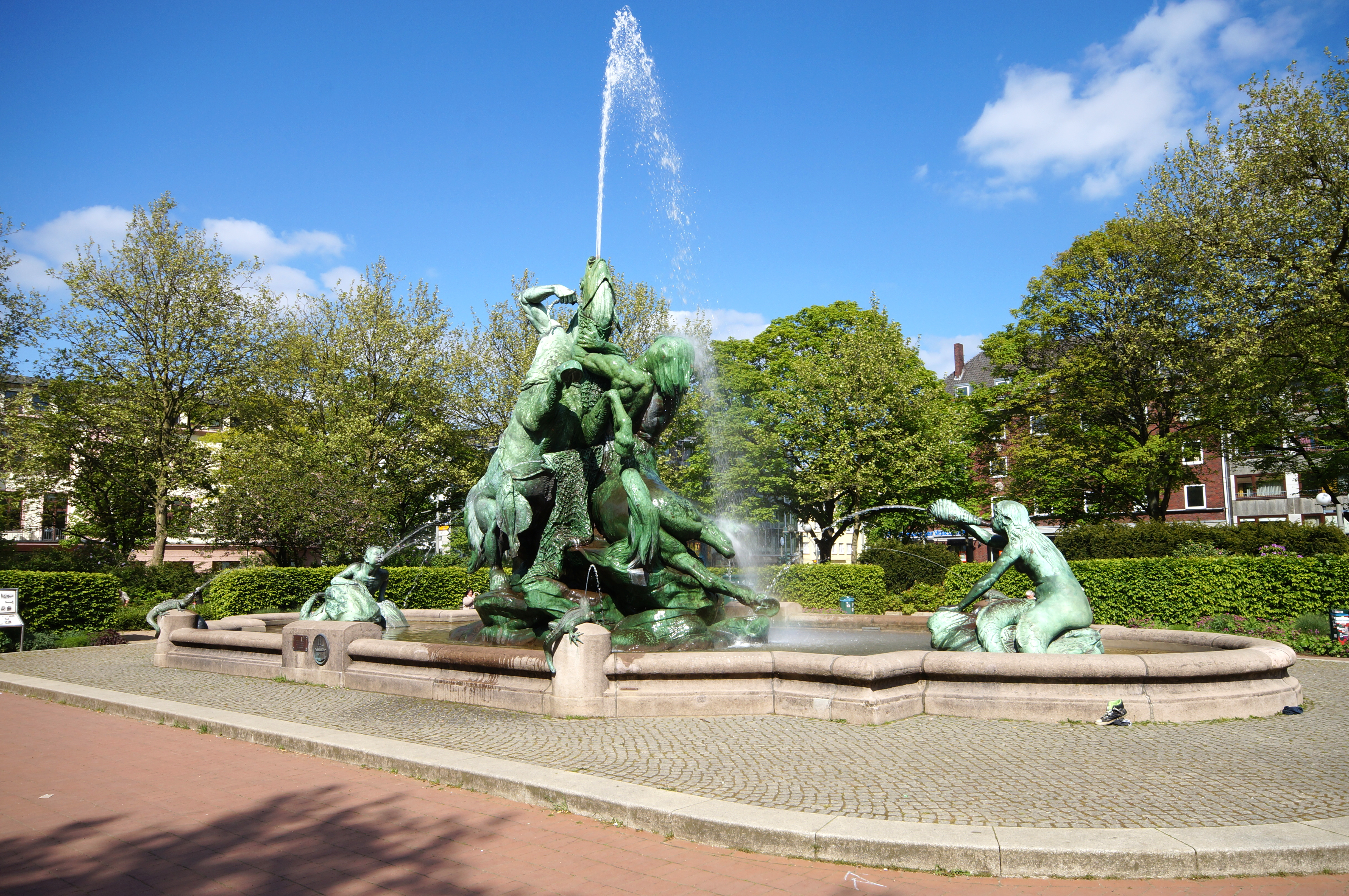
Platz der Republik
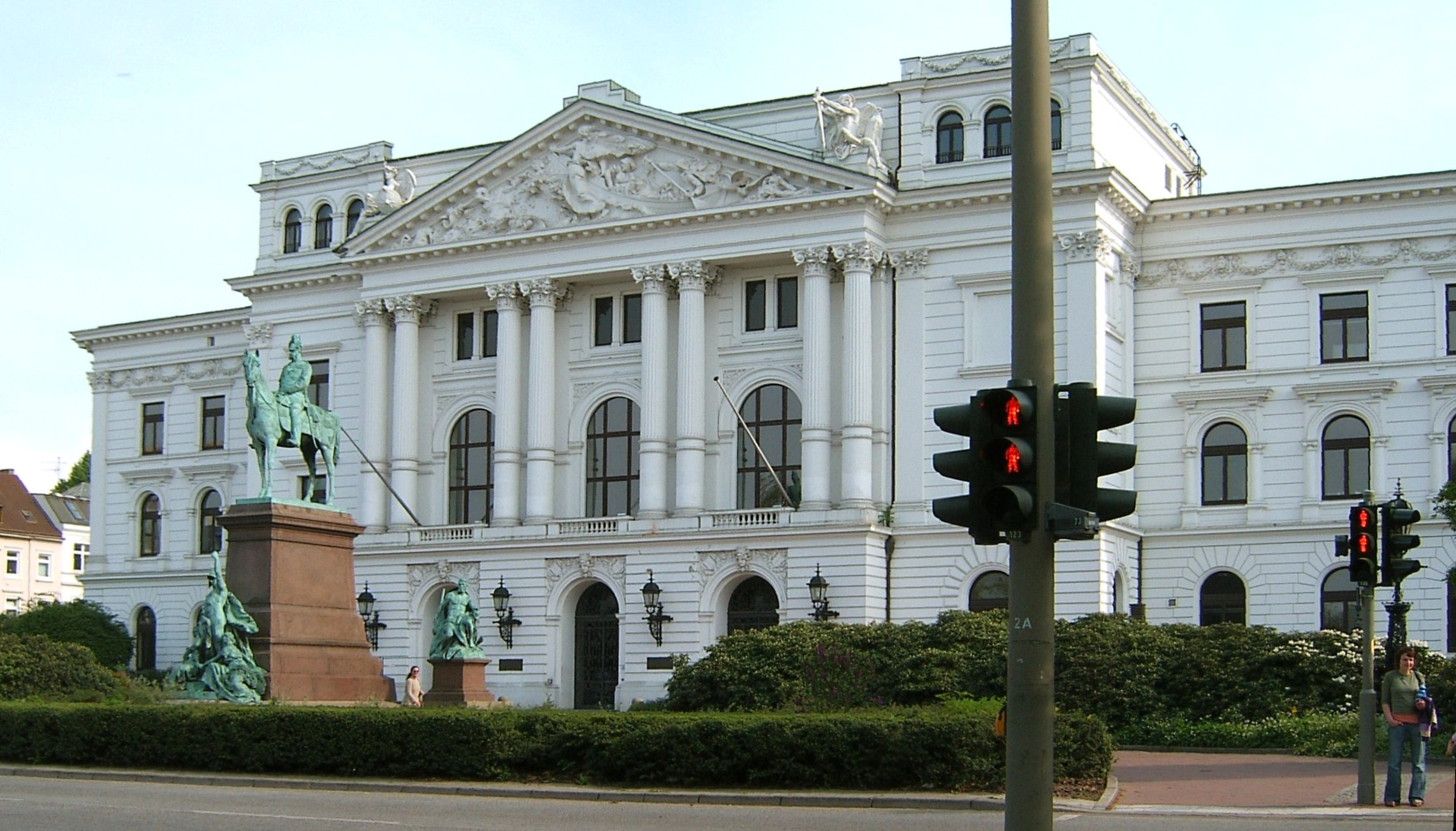
Altona Rathaus
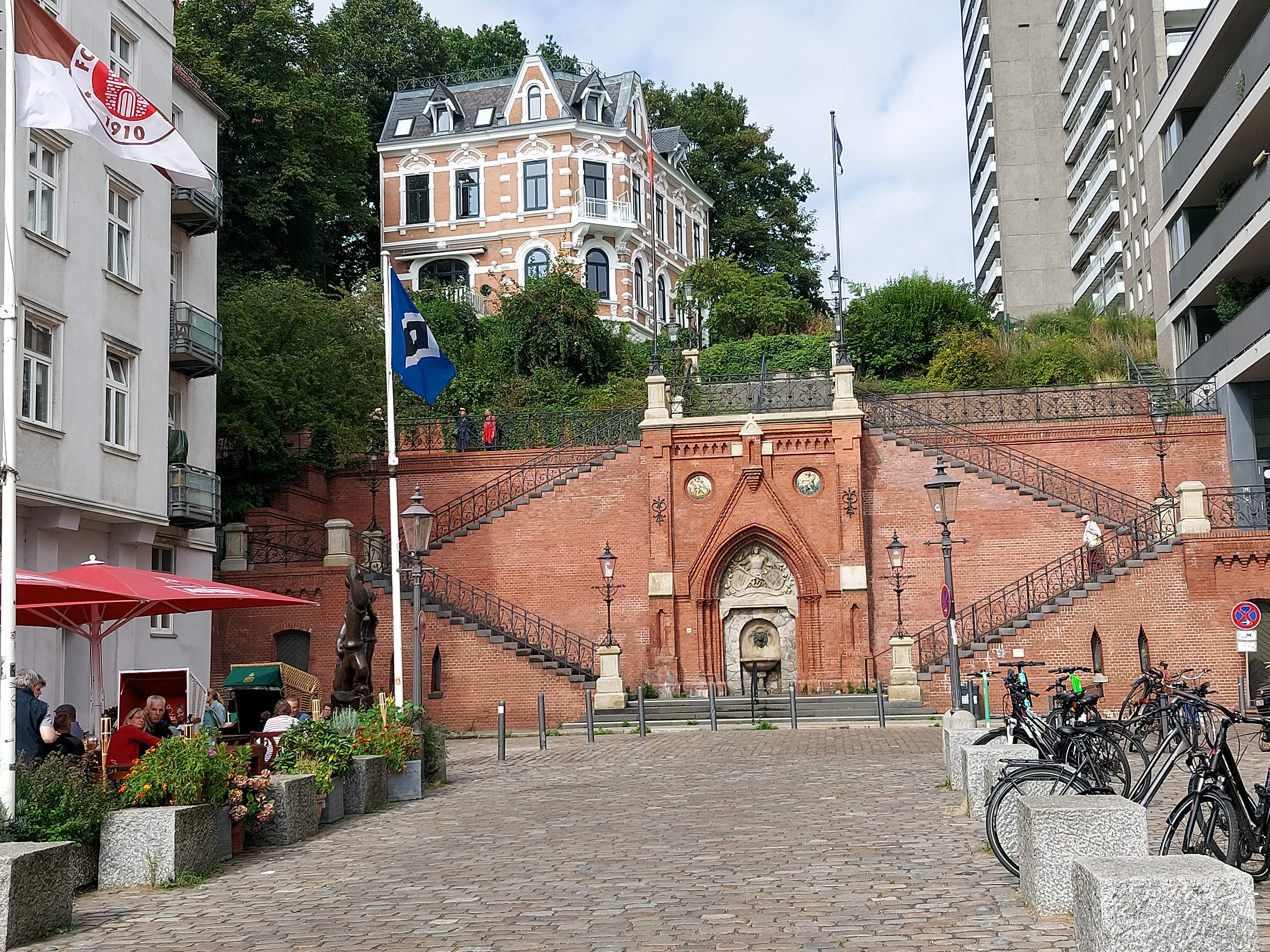
Köhlbrandtreppe
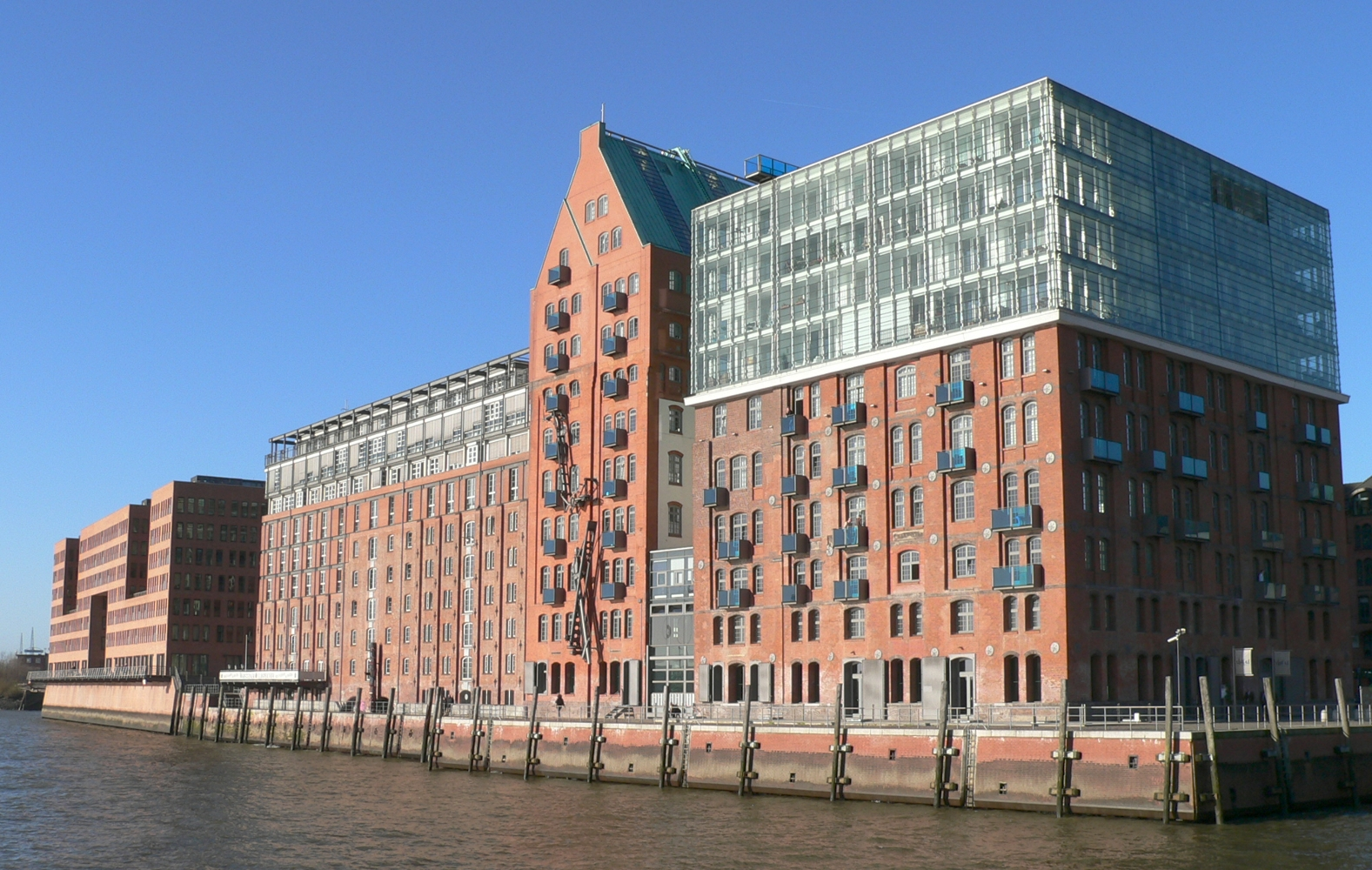
Stadtlagerhaus
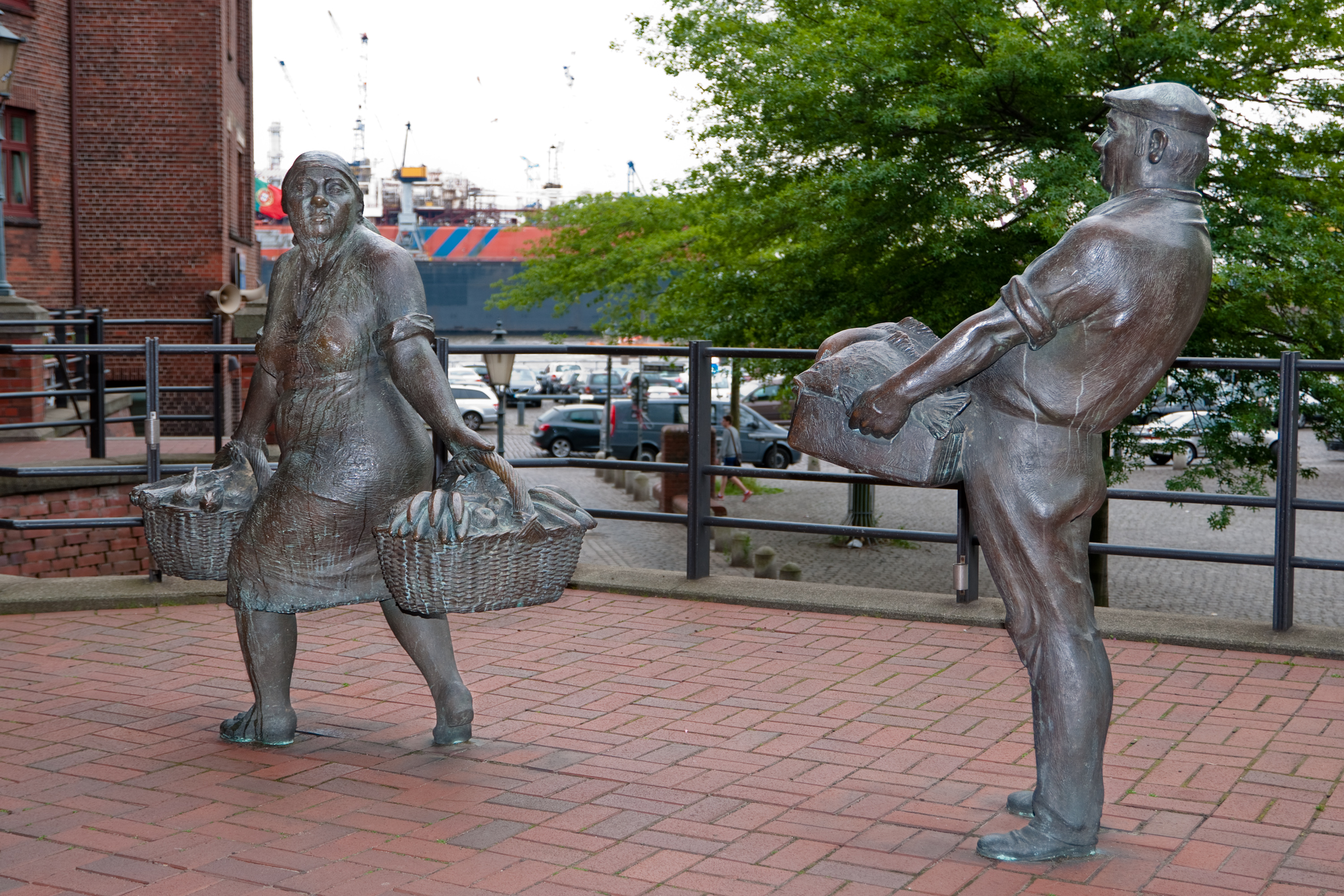
Staty vid hamnen